# Hans Mörk
Hans Mörk, född 29 augusti 1928 i Örebro, död 14 maj 1997 i Örebro, var en svensk författare, novellist. 
Mörk debuterade 1955 med Paradisgatan, därefter följde Porträtt i träram (1958), Svansången (1959) och Nattgäster (1966) som han med ett samlingsnamn kallade Häftena om trästan. Hans Mörk gav ut sammanlagt nio böcker och skrev även dramatik för radio, TV och teater. För sin näst sista roman Falker (1986) belönades han med Samfundet De Nios pris. Hans Mörk skrev med empati och värme om särlingar, om ensamhet och utanförskap. Han är gravsatt på Norra kyrkogården i Örebro.